# Gmelin-Weißzahnspitzmaus
Die Gmelin-Weißzahnspitzmaus (Crocidura gmelini) ist eine Form der Spitzmäuse aus der Gattung der Weißzahnspitzmäuse (Crocidura), die ursprünglich als eigenständige Art geführt wurde. Nach genetischen und morphometrischen Untersuchungen ist sie aber mit der Gartenspitzmaus identisch. 

## Merkmale
Mit einer Kopf-Rumpf-Länge von 5,2 bis 7,2 Zentimetern zählt die Gmelin-Weißzahnspitzmaus zu den kleinsten Spitzmausarten Eurasiens und ist damit in der Größe mit der allopatrisch in Zentral- und Ostchina vorkommenden Asiatischen Gartenspitzmaus vergleichbar. Der Schwanz erreicht eine Länge von 25 bis 42 Millimetern. Der Hinterfuß weist eine Länge von 11 bis 14 Millimetern auf. Das Rückenfell ist dunkel braungrau mit einem etwas graueren Bauch, der etwas heller als der von C. shantungensis ist, zudem ist der Schwanz etwas kürzer.
| 1 | · | 3 | · | 1 | · | 3 | = 28 |
| 1 | · | 1 | · | 1 | · | 3 | = 28 |

Der Schädel hat eine Gesamtlänge von 17 bis 18 Millimetern. Wie alle Arten der Gattung besitzt die Art im Oberkiefer pro Hälfte einen Schneidezahn (Incisivus) und danach drei einspitzige Zähne, einen Prämolaren und drei Molaren. Im Unterkiefer besitzt sie dagegen einen einzelnen Eckzahn (Caninus) hinter dem Schneidezahn. Insgesamt verfügen die Tiere damit über ein Gebiss aus 28 Zähnen. Die Zahnwurzeln sind wie bei allen Weißzahnspitzmäusen im Gegensatz zu denen der Rotzahnspitzmäuse nicht pigmentiert.

## Verbreitung

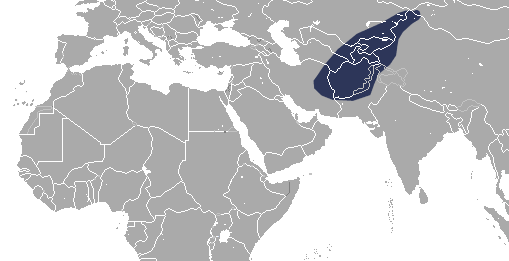
Verbreitungsgebiet (blau) der Gmelin-Weißzahnspitzmaus nach Angaben der IUCN

Die Gmelin-Weißzahnspitzmaus kommt in Zentralasien in Teilen des Iran, Kasachstans, Turkmenistans, Usbekistans, Afghanistans, Pakistans und der Volksrepublik China sowie der Mongolei vor. Auch für Israel liegen Beobachtungen vor, die jedoch noch unklar sind. In China lebt die Art nur in den nordwestlichen Teilen von Xinjiang.

## Lebensweise
Die Lebensweise der Gmelin-Weißzahnspitzmaus ist wie bei vielen Spitzmausarten weitestgehend unerforscht. Sie lebt vor allem in trockenen, wüstenhaften (ariden) Regionen und ist an diese angepasst. Als Habitate nutzt sie unter anderem Salzwiesen, spärlich mit Tamarisken und Nitraria bewachsene Sanddünen und vergleichbare Lebensräume. Im Bereich des Yarkant lebt sie auch in der üppigen Vegetation entlang der Flussufer und in der Grassteppe. Wie alle Spitzmäuse ernährt sich auch diese Art von wirbellosen Tieren, vor allem Insekten. Über die Fortpflanzung ist nichts bekannt.

## Systematik
Die Gmelin-Weißzahnspitzmaus wurde ursprünglich als eigenständige Art innerhalb der Gattung der Weißzahnspitzmäuse (Crocidura) eingeordnet, die aus etwa 170 Arten besteht. Die wissenschaftliche Erstbeschreibung stammt von Peter Simon Pallas aus dem Jahr 1811, der ein Individuum aus der Nähe der Stadt Bodschnurd in der Provinz Nord-Chorasan im heutigen Iran aus einer Höhe von etwa 3200 Metern beschrieb. Diese Art wurde zeitweise als synonym zur Zwergspitzmaus (Sorex minutus) betrachtet, die Unterscheidung zu C. suaveolens und C. katinka ist noch nicht vollständig geklärt. Zudem wurde eine Auslagerung einer neuen Art Crocidura portali diskutiert. Eine genetische Studie aus dem Jahr 2006 kommt indes zu dem Ergebnis, dass die Gmelin-Weißzahnspitzmaus identisch mit der Gartenspitzmaus ist. Die gleiche Prämisse zieht eine morphometrische Schädelstudie aus dem Jahr 2017. In modernen Systematiken wie dem achten Band des Standardwerkes Handbook of the Mammals of the World wird die Gmelin-Weißzahnspitzmaus daher nicht mehr als Art anerkannt.
Innerhalb der Art werden heute neben der Nominatform Crocidura gmelini gmelini keine weiteren Unterarten unterschieden.

## Bedrohung und Schutz
Die Gmelin-Weißzahnspitzmaus wird von der International Union for Conservation of Nature and Natural Resources (IUCN) aufgrund des großen Verbreitungsgebietes, der angenommenen großen Populationen und der nicht vorhandenen Bestandsgefährdung als nicht gefährdet (least concern) eingeordnet.

## Belege
1. 1 2 3 4  Robert S. Hoffmann, Darrin Lunde: Gmelin's Shrew. In: Andrew T. Smith, Yan Xie: A Guide to the Mammals of China. Princeton University Press, Princeton NJ 2008, ISBN 978-0-691-09984-2, S. 299–300.
2. 1 2 3  Crocidura gmelini in der Roten Liste gefährdeter Arten der IUCN 2013.2. Eingestellt von: R. Hutterer, 2008. Abgerufen am 17. Januar 2014.
3. 1 2 3 4  Crocidura gmelini. In: Don E. Wilson, DeeAnn M. Reeder (Hrsg.): Mammal Species of the World. A taxonomic and geographic Reference. 2 Bände. 3. Auflage. Johns Hopkins University Press, Baltimore MD 2005, ISBN 0-8018-8221-4.
4. ↑  Anna A. Bannikova, Vladimir S. Lebedev, Dmitri A. Kramerov, Mikhail V. Zaitsev: Phylogeny and systematics of the Crocidura suaveolens species group: corroboration and controversy between nuclear and mitochondrial DNA markers. Mammalia 70 (1), 2006, S. 106–119, doi:10.1515/MAMM.2006.011.
5. ↑  S. Saeedzadeh, A. Mehdipour, J. Darvish, M. Aliabadian, A. Mahmoudi: New look at the con-specificity of the two shrews, Crocidura gmelini and C. suaveolens from Iran; geometric morphometrics approach. Iranian Journal of Animal Biosystematics 13 (2), 2017, S. 237–246, doi:10.22067/ijab.v13i2.51950.